# Lesbian Psycho?
Lesbian Psycho? – eksperymentalny horror-thriller, opowiadający historię dwóch dziennikarzy nowych mediów, którzy wpadają na trop sprawy morderstwa w klinice psychiatrycznej. Wynik jest zaskakujący.

## Obsada
- Lea Oleksiak – Marta
- Zofia Pacholczyk – Anna
- Karol Bulski – Wincenty
- Mayu Gralinska-Sakai – Julia
- Artur Wower – Marek
- Nicola Vitale Materi – dr. Grimaldi
- Wiktoria Lewandowska – bezdomna kobieta
- Marta Krzemiska – kobieta z psem
- Romana Bodoni – Grażyna
- Szymon Turkowski – duch
- Adam Branicki – bezdomny mężczyzna.

## Produkcja
Film został wyprodukowany przez Vitale Materi Video & Movie Production, włosko-polską wytwórnię zajmującą się tworzeniem eksperymentalnych horrorów i thrillerów do międzynarodowej dystrybucji.

## Nagrody
Lesbian Psycho? okazał się wielkim sukcesem festiwalowym, zdobywając ponad 100 nagród i nominacji na całym świecie
| Rok  | Festiwal/instytucja                            | Nagroda                                                     | Osoba nominowana                                                                                 | Wynik        |
| ---- | ---------------------------------------------- | ----------------------------------------------------------- | ------------------------------------------------------------------------------------------------ | ------------ |
| 2025 | Eastern Europe Film Festival                   | Najlepszy reżyser                                           | Nicola Vitale Materi                                                                             | Wygrana      |
| 2024 | Hollywood Horrorfest                           | Najlepszy Film Pełnometrażowy                               | Nicola Vitale Materi                                                                             | Wygrana      |
| 2024 | Tuesday of Horror Film Festival                | Najlepszy Film Horror pełnometrażowy                        | Nicola Vitale Materi                                                                             | Wygrana      |
| 2024 | Scumdance                                      | Najlepszy Film Horror pełnometrażowy                        | Nicola Vitale Materi                                                                             | Wygrana      |
| 2024 | The Pittsburgh Moving Picture Festival         | Najlepszy reżyser                                           | Nicola Vitale Materi                                                                             | Wygrana      |
| 2024 | Western Canadian International Film Festival   | Najlepszy film eksperymentalny                              | Nicola Vitale Materi                                                                             | Wygrana      |
| 2024 | Paradise Film Festival                         | Najlepszy Horror                                            | Nicola Vitale Materi                                                                             | Wygrana      |
| 2024 | Luleå International Film Festival              | Najlepszy film eksperymentalny                              | Nicola Vitale Materi                                                                             | Wygrana      |
| 2024 | Portugal Indie Film Festival                   | Najlepszy zwiastun                                          | Nicola Vitale Materi                                                                             | Wygrana      |
| 2024 | Portugal Indie Film Festival                   | Najlepszy film eksperymentalny                              | Nicola Vitale Materi                                                                             | Wygrana      |
| 2024 | Best International Film Festival               | Najlepszy Horror                                            | Nicola Vitale Materi                                                                             | Wygrana      |
| 2024 | Cine Paris Film Festival                       | Najlepszy horror                                            | Nicola Vitale Materi                                                                             | Wygrana      |
| 2024 | East Europe International Film Festival        | Gold Award - Najlepszy reżyser                              | Nicola Vitale Materi                                                                             | Wygrana      |
| 2024 | Horror Film Awards                             | Najlepszy europejski horror                                 | Nicola Vitale Materi                                                                             | Wygrana      |
| 2024 | Horrors4You                                    | Nagroda Blue Moon - Najlepszy reżyser                       | Nicola Vitale Materi                                                                             | Wygrana      |
| 2024 | Queen City Film Festival                       | Najlepszy Film Pełnometrażowy                               | Nicola Vitale Materi                                                                             | Wygrana      |
| 2024 | Parai Musical International Awards             | Najlepszy dźwięk - Film pełnometrażowy                      | Nicola Vitale Materi                                                                             | Wygrana      |
| 2024 | Indie Cine Tube Awards                         | Najlepszy film eksperymentalny                              | Nicola Vitale Materi                                                                             | Wygrana      |
| 2024 | Indie Cine Tube Awards                         | Najlepszy film science fiction                              | Nicola Vitale Materi                                                                             | Wygrana      |
| 2024 | Kookai International Film Festival             | Najlepszy film horror pełnometrażowy                        | Nicola Vitale Materi                                                                             | Wygrana      |
| 2024 | Crown Wood International Film Festival         | Najlepszy montaż                                            | Nicola Vitale Materi                                                                             | Wygrana      |
| 2024 | Athens International Monthly Art Film Festival | Najlepsze aktorstwo                                         | Nicola Vitale Materi Lea Oleksiak Zofia Pacholczyk Mayu Gralinska-Sakai Karol Bulski Artur Wower | Wygrana      |
| 2024 | Uruvatti International Film Festival           | Najlepszy producent                                         | Nicola Vitale Materi Joanna Matysiak Katarzyna Komorniczak Karol Bulski                          | Wygrana      |
| 2024 | Nawada International Film Festival             | Najlepszy horror                                            | Nicola Vitale Materi                                                                             | Wygrana      |
| 2024 | Dreamz Catcher International Film Festival     | Najlepszy film mistery                                      | Nicola Vitale Materi                                                                             | Wygrana      |
| 2024 | Dreamz Catcher International Film Festival     | Najlepszy film eksperymentalny                              | Nicola Vitale Materi                                                                             | Wygrana      |
| 2024 | Krimson Horyzon International Film Festival    | Najlepszy film mistery                                      | Nicola Vitale Materi                                                                             | Wygrana      |
| 2024 | Krimson Horyzon International Film Festival    | Najlepszy scenariusz                                        | Nicola Vitale Materi                                                                             | Wygrana      |
| 2024 | Mokkho International Film Festival             | Najlepszy reżyser                                           | Nicola Vitale Materi                                                                             | Wygrana      |
| 2024 | Mokkho International Film Festival             | Najlepsza produkcja                                         | Nicola Vitale Materi Joanna Matysiak Katarzyna Komorniczak Karol Bulski                          | Wygrana      |
| 2024 | Mokkho International Film Festival             | Najlepszy dźwięk                                            | Nicola Vitale Materi                                                                             | Wygrana      |
| 2024 | Mokkho International Film Festival             | Najlepsza scenografia                                       | Joanna Matysiak Nicola Vitale Materi                                                             | Wygrana      |
| 2024 | Mokkho International Film Festival             | Najlepszy artysta cyfrowy                                   | Matteo Piccinini Nicola Vitale Materi                                                            | Wygrana      |
| 2024 | Mokkho International Film Festival             | Najlepsza produkcja                                         | Nicola Vitale Materi Saverio Fabbri                                                              | Wygrana      |
| 2024 | Roshani International Film Festival            | Najlepszy horror                                            | Nicola Vitale Materi                                                                             | Wygrana      |
| 2024 | 2 11 17 International Film Festival            | Najlepszy Horror                                            | Nicola Vitale Materi                                                                             | Wygrana      |
| 2024 | Athvikvaruni International Film Festival       | Najlepszy reżyser                                           | Nicola Vitale Materi                                                                             | Wygrana      |
| 2024 | Athvikvaruni International Film Festival       | Nagroda Special Mention - Najlepszy producent               | Nicola Vitale Materi Saverio Fabbri                                                              | Wygrana      |
| 2024 | Birsamunda International Film Awards           | Najlepsza oryginalna ścieżka dźwiękowa do filmu fabularnego | Nicola Vitale Materi                                                                             | Wygrana      |
| 2024 | Cine Sepia Reels Carnival                      | Najlepszy film eksperymentalny                              | Nicola Vitale Materi                                                                             | Wygrana      |
| 2024 | Birsamunda International Film Awards           | Najlepsze wykonanie                                         | Nicola Vitale Materi Lea Oleksiak Zofia Pacholczyk                                               | Wygrana      |
| 2024 | Blue Bird Film Festival                        | Najlepszy producent                                         | Nicola Vitale Materi                                                                             | Wygrana      |
| 2024 | Blue Bird Film Festival                        | Najlepszy scenariusz                                        | Nicola Vitale Materi                                                                             | Wygrana      |
| 2024 | Blue Bird Film Festival                        | Najlepszy horror                                            | Nicola Vitale Materi                                                                             | Wygrana      |
| 2024 | Kodaikanal International Film Festival         | Najlepszy scenariusz                                        | Nicola Vitale Materi                                                                             | Wygrana      |
| 2024 | Kodaikanal International Film Festival         | Najlepszy reżyser                                           | Nicola Vitale Materi                                                                             | Wygrana      |
| 2024 | Kollywood International Film Festival          | Najlepszy międzynarodowy film                               | Nicola Vitale Materi                                                                             | Wygrana      |
| 2024 | Makizhmithran International Film Festival      | Najlepszy międzynarodowy film                               | Nicola Vitale Materi                                                                             | Wygrana      |
| 2024 | Navy International Film Festival               | Najlepszy międzynarodowy film                               | Nicola Vitale Materi                                                                             | Wygrana      |
| 2024 | Nitiin International Film Festival             | Najlepszy scenarzysta                                       | Nicola Vitale Materi                                                                             | Wygrana      |
| 2024 | Indie Filmmaker Awards                         | Nagroda IFMA - Najlepszy reżyser                            | Nicola Vitale Materi                                                                             | Wygrana      |
| 2024 | Indie Filmmaker Awards                         | Nagroda IFMA - Najlepszy aktor drugoplanowy                 | Nicola Vitale Materi                                                                             | Wygrana      |
| 2024 | Poombukat Independant Film Festival            | Najlepszy reżyser                                           | Nicola Vitale Materi                                                                             | Wygrana      |
| 2024 | Rohip International Film Festival              | Najlepsze opowiadanie                                       | Nicola Vitale Materi                                                                             | Wygrana      |
| 2024 | Santa Dev International Film Festival          | Najlepszy scenarzysta                                       | Nicola Vitale Materi                                                                             | Wygrana      |
| 2024 | Sittannavasal International Film Festival      | Najlepszy międzynarodowy film                               | Nicola Vitale Materi                                                                             | Wygrana      |
| 2024 | Tamizhagam International Film Festival         | Najlepszy międzynarodowy film                               | Nicola Vitale Materi                                                                             | Wygrana      |
| 2024 | Triloka International Filmfare Awards          | Najlepszy zwiastun                                          | Nicola Vitale Materi                                                                             | Wygrana      |
| 2024 | Thilsri International Film Festival            | Najlepszy scenarzysta                                       | Nicola Vitale Materi                                                                             | Wygrana      |
| 2025 | Kalakari Film Fest                             | Najlepszy film festiwalu                                    | Nicola Vitale Materi Saverio Fabbri                                                              | Nominacja    |
| 2024 | Clout Film Festival                            | Najlepszy horror pełnometrażowy                             | Nicola Vitale Materi                                                                             | Nominacja    |
| 2024 | Indie Cine Tube Awards                         | Najlepszy horror                                            | Nicola Vitale Materi                                                                             | Nominacja    |
| 2024 | Spasmo Fest                                    | Najlepszy Horror pełnometrażowy                             | Nicola Vitale Materi                                                                             | Nominacja    |
| 2024 | Purgatory Film Festival                        | Najlepsza aktorka                                           | Lea Oleksiak                                                                                     | Nominacja    |
| 2024 | Purgatory Film Festival                        | Najlepszy Film pełnometrażowy                               | Nicola Vitale Materi                                                                             | Nominacja    |
| 2024 | Bloody Hats Film Festival                      | Najlepsza scenografia                                       | Nicola Vitale Materi Joanna Matysiak                                                             | Nominacja    |
| 2024 | Paradise Film Festival                         | Najlepszy reżyser                                           | Nicola Vitale Materi                                                                             | Nominacja    |
| 2024 | Love and Hope International Film Festival      | Najlepszy Film Horror pełnometrażowy                        | Nicola Vitale Materi                                                                             | Nominacja    |
| 2024 | Ostia International Film Festival              | Najlepszy Film Horror pełnometrażowy                        | Nicola Vitale Materi                                                                             | Nominacja    |
| 2024 | Festival De Indie                              | Najlepszy film eksperymentalny                              | Nicola Vitale Materi                                                                             | Nominacja    |
| 2024 | Stockholm City Film Festival                   | Nagroda Jury - Najlepszy scenariusz                         | Nicola Vitale Materi                                                                             | Nominacja    |
| 2024 | Stockholm City Film Festival                   | Najlepszy film eksperymentalny                              | Nicola Vitale Materi                                                                             | Nominacja    |
| 2024 | Ideal International Film Festival              | Najlepszy horror                                            | Nicola Vitale Materi                                                                             | Nominacja    |
| 2024 | Symbiotic Film Festival                        | Najlepszy reżyser                                           | Nicola Vitale Materi                                                                             | Nominacja    |
| 2024 | Symbiotic Film Festival                        | Najlepszy film eksperymentalny                              | Nicola Vitale Materi                                                                             | Nominacja    |
| 2024 | New York Istanbul Short Film Festival          | Najlepszy film eksperymentalny                              | Nicola Vitale Materi                                                                             | Nominacja    |
| 2024 | Near Nazareth Film Festival                    | Oficjalna nagroda finalisty - poza konkursem                | Nicola Vitale Materi                                                                             | Nominacja    |
| 2024 | Anatolia International Film Festival           | Najlepszy film eksperymentalny                              | Nicola Vitale Materi                                                                             | Nominacja    |
| 2024 | Golden Bridge İstanbul Short Film Festival     | Najbardziej obiecujący reżyser                              | Nicola Vitale Materi                                                                             | Nominacja    |
| 2024 | Indian Independent Film Festival [IIFF]        | Najlepszy horror                                            | Nicola Vitale Materi                                                                             | Nominacja    |
| 2024 | Indie Film Awards                              | Najlepszy film eksperymentalny                              | Nicola Vitale Materi                                                                             | Nominacja    |
| 2024 | Cooper Awards                                  | Najlepszy reżyser pełnometrażowego filmu                    | Nicola Vitale Materi                                                                             | Nominacja    |
| 2024 | Sweden Film Awards                             | Najlepszy film eksperymentalny                              | Nicola Vitale Materi                                                                             | Nominacja    |
| 2024 | Birsamunda International Film Awards           | Najlepsza piosenka                                          | Nicola Vitale Materi                                                                             | Nominacja    |
| 2024 | Crown Wood International Film Festival         | Najlepsze zdjęcia                                           | Nicola Vitale Materi                                                                             | Nominacja    |
| 2024 | Parai Musical International Awards             | Najlepszy dźwięk                                            | Katarzyna Komorniczak Nicola Vitale Materi                                                       | Nominacja    |
| 2024 | Mokkho International Film Festival             | Najlepszy reżyser                                           | Nicola Vitale Materi                                                                             | Nominacja    |
| 2024 | Snow Leopard International Film Festival       | Najlepszy horror                                            | Nicola Vitale Materi                                                                             | Nominacja    |
| 2024 | Roshani International Film Festival            | Najlepszy horror                                            | Nicola Vitale Materi                                                                             | Nominacja    |
| 2024 | Bloody Horror International Film Festival      | 3 miejsce - Puchar Festiwalowy                              | Nicola Vitale Materi                                                                             | Półfinalista |